# Thomas Stafford (ribelle)
Thomas Stafford (1533 – Londra, 28 maggio 1557) è stato un nobile ribelle inglese.

## Biografia
Era figlio di Henry Stafford, I barone Stafford e di Ursula Pole.
Sua nonna materna era Margaret Pole, contessa di Salisbury e ultima discendente diretta dei Plantageneti. Questa discendenza rendeva Thomas e la sua famiglia particolarmente vicini al trono d'Inghilterra.
Nel 1550 si recò con lo zio cardinale Reginald Pole a Roma dove rimase tre anni. Successivamente andò in Polonia per ottenere la raccomandazione del re Sigismondo II Augusto affinché chiedesse a Maria I d'Inghilterra la restituzione del ducato di Buckingham.
Tuttavia il ricorso ad Augusto non ebbe effetto e quando Stafford tornò in Inghilterra nel gennaio del 1554 si unì alla rivolta guidata da Thomas Wyatt. La rivolta fallì e Thomas venne catturato e brevemente imprigionato nella Fleet Prison prima di fuggire in Francia. Lì continuò a tramare con altri esuli inglesi e promosse la sua rivendicazione al trono di Inghilterra.
Il 18 aprile 1557 Stafford salpò da Dieppe con due navi e più di 30 uomini. Arrivò a Scarborough il 25 aprile 1557, fece ingresso nel castello di Scarborough e si autoproclamò Protettore del Regno. Il suo intento era di creare una rivolta contro il matrimonio tra Maria I e il biscugino Filippo d'Asburgo che molto malcontento aveva causato agli inglesi, scandalizzati dall'influenza degli stranieri spagnoli sul governo della regina.
Stafford dichiarò di aver visto lettere a Dieppe che mostravano la cessione di Scarborough e di altri dodici castelli a Filippo prima della sua incoronazione. Tre giorni dopo il conte di Westmorland occupò il castello e arrestò Stafford e i suoi compagni.
Stafford venne imprigionato alla Torre di Londra e lì fu decapitato per tradimento il 28 maggio 1557. Trentadue dei suoi seguaci subirono la stessa fine.

## Ascendenza
|                                         |                     |                                         | Genitori                                   |  |  | Nonni |  |  | Bisnonni                              |  |  | Trisnonni                               |  |
|                                         |                     |                                         |                                            |  |  |       |  |  | Henry Stafford, II duca di Buckingham |  |  | Humphrey Stafford, I duca di Buckingham |  |
|                                         |                     |                                         |                                            |  |  |       |  |  | Henry Stafford, II duca di Buckingham |  |  | Humphrey Stafford, I duca di Buckingham |  |
|                                         |                     | Margaret Beaufort                       |                                            |  |  |       |  |  | Henry Stafford, II duca di Buckingham |  |  |                                         |  |
| Edward Stafford, III duca di Buckingham |                     |                                         |                                            |  |  |       |  |  | Henry Stafford, II duca di Buckingham |  |  |                                         |  |
|                                         |                     | Catherine Woodville                     | Richard Woodville, I conte di Rivers       |  |  |       |  |  |                                       |  |  |                                         |  |
|                                         |                     | Catherine Woodville                     | Richard Woodville, I conte di Rivers       |  |  |       |  |  |                                       |  |  |                                         |  |
|                                         |                     | Catherine Woodville                     | Jacquette di Lussemburgo                   |  |  |       |  |  |                                       |  |  |                                         |  |
| Henry Stafford, I barone Stafford       |                     | Catherine Woodville                     |                                            |  |  |       |  |  |                                       |  |  |                                         |  |
|                                         |                     | Henry Percy, IV conte di Northumberland | Henry Percy, III conte di Northumberland   |  |  |       |  |  |                                       |  |  |                                         |  |
|                                         |                     | Henry Percy, IV conte di Northumberland | Henry Percy, III conte di Northumberland   |  |  |       |  |  |                                       |  |  |                                         |  |
|                                         |                     | Henry Percy, IV conte di Northumberland | Eleanor Poynings                           |  |  |       |  |  |                                       |  |  |                                         |  |
| Eleanor Percy                           |                     | Henry Percy, IV conte di Northumberland |                                            |  |  |       |  |  |                                       |  |  |                                         |  |
|                                         |                     | Maud Herbert                            | William Herbert, I conte di Pembroke       |  |  |       |  |  |                                       |  |  |                                         |  |
|                                         |                     | Maud Herbert                            | William Herbert, I conte di Pembroke       |  |  |       |  |  |                                       |  |  |                                         |  |
|                                         |                     | Maud Herbert                            | Anne Devereux                              |  |  |       |  |  |                                       |  |  |                                         |  |
| Thomas Stafford                         |                     | Maud Herbert                            |                                            |  |  |       |  |  |                                       |  |  |                                         |  |
|                                         | Geoffrey de la Pole | Richard de la Pole                      |                                            |  |  |       |  |  |                                       |  |  |                                         |  |
|                                         | Geoffrey de la Pole | Richard de la Pole                      |                                            |  |  |       |  |  |                                       |  |  |                                         |  |
|                                         | Geoffrey de la Pole | …                                       |                                            |  |  |       |  |  |                                       |  |  |                                         |  |
| Richard Pole                            | Geoffrey de la Pole |                                         |                                            |  |  |       |  |  |                                       |  |  |                                         |  |
|                                         |                     | Edith St John                           | Oliver St John                             |  |  |       |  |  |                                       |  |  |                                         |  |
|                                         |                     | Edith St John                           | Oliver St John                             |  |  |       |  |  |                                       |  |  |                                         |  |
|                                         |                     | Edith St John                           | Margaret Beauchamp                         |  |  |       |  |  |                                       |  |  |                                         |  |
| Ursula Pole                             |                     | Edith St John                           |                                            |  |  |       |  |  |                                       |  |  |                                         |  |
|                                         |                     | George, I duca di Clarence              | Richard, III duca di York                  |  |  |       |  |  |                                       |  |  |                                         |  |
|                                         |                     | George, I duca di Clarence              | Richard, III duca di York                  |  |  |       |  |  |                                       |  |  |                                         |  |
|                                         |                     | George, I duca di Clarence              | Cecily Neville                             |  |  |       |  |  |                                       |  |  |                                         |  |
| Margaret, VIII contessa di Salisbury    |                     | George, I duca di Clarence              |                                            |  |  |       |  |  |                                       |  |  |                                         |  |
|                                         |                     | Isabel Neville                          | Richard Neville, VI conte di Salisbury     |  |  |       |  |  |                                       |  |  |                                         |  |
|                                         |                     | Isabel Neville                          | Richard Neville, VI conte di Salisbury     |  |  |       |  |  |                                       |  |  |                                         |  |
|                                         |                     | Isabel Neville                          | Anne de Beauchamp, XVI contessa di Warwick |  |  |       |  |  |                                       |  |  |                                         |  |
|                                         |                     | Isabel Neville                          |                                            |  |  |       |  |  |                                       |  |  |                                         |  |